# Markus Tremmel
Markus Tremmel (* 1968) ist ein deutscher Journalist, Moderator und Verleger.
Tremmel studierte nach dem Abitur 1987 am Gymnasium Dorfen Theologie, Slavistik und Politikwissenschaft und erlangte einen Magister-Abschluss. Mitte der 1990er-Jahre absolvierte er ein Volontariat als Journalist beim Dorfener Anzeiger. Er arbeitet seit etwa 1997 für den Bayerischen Rundfunk als Reporter und Moderator: Reporter war er zunächst für Bayern 1, später wurde er Moderator für die Volksmusik auf Bayern 1 und Moderator des BR-Heimatspiegels auf Bayern 2, der zwischenzeitlich auch auf Bayern plus und mittlerweile auf BR Heimat ausgestrahlt wird. 
Seit 2012 moderiert er im BR Fernsehen die Sendung Musi und Gsang im Wirtshaus.
Tremmel ist auch einer der drei Gründer des Kleinverlages via verbis bavarica, der seinen Sitz in Taufkirchen hat und vor allem Bücher mit Bezug zu Bayern verlegt. Im Jahr 2007 gründete er die Zeitschrift Bayerische Archäologie, für die er auch zahlreiche Beiträge verfasste. Die Zeitschrift erscheint im Verlag Friedrich Pustet in Regensburg.
Tremmel wohnt im Wambach, einem Ortsteil von Taufkirchen im Landkreis Erding.